# Aeropuerto Internacional Roman Tmetuchl
Aeropuerto Internacional Roman Tmetuchl (IATA: ROR, OACI: PTRO, FAA LID: ROR) es el principal aeropuerto de Palaos. Se ubica al norte de Airai en la isla de Babelthuap (Babeldaob). El aeropuerto se encuentra a 6 km de Koror y a 25 km de Melekeok.
Una resolución adoptada por el Senado de Palaos en mayo de 2006 rebautizó el Aeropuerto Internacional de Palau como el Aeropuerto Internacional Roman Tmetuchl, en honor del político y empresario local Roman Tmetuchl. Es también conocido como Aeropuerto de Babelthuap/Koror o Aeropuerto de Airai.

## Instalaciones y aviones
El aeropuerto ocupa un área de 194 ha en un promontorio de 45 metros sobre el nivel del mar. Tiene una única pista designada como 09/27 con una superficie de asfalto y hormigón de 2.194 x 45 metros.
En el periodo anual concluido el 13 de diciembre de 2004, el aeropuerto tuvo 1.142 operaciones, una media de 95 por mes: 78% comercial regular, 10% taxi aéreo, 8% aviación general y 4% militar.

## Aerolíneas y destinos
| Ciudades por países | Nombre del aeropuerto                       | Aerolíneas                                           | Aeronaves | Frecuencias semanales |
| Asia                | Asia                                        | Asia                                                 | Asia      | Asia                  |
| ------------------- | ------------------------------------------- | ---------------------------------------------------- | --------- | --------------------- |
| Camboya             |                                             |                                                      |           |                       |
| Nom Pen             | Aeropuerto Internacional de Nom Pen         | Cambodia Angkor Air (inicia el 3 de febrero de 2024) |           |                       |
| Corea del Sur       |                                             |                                                      |           |                       |
| Seúl                | Aeropuerto Internacional de Incheon         | Jeju Air                                             | B737      |                       |
| Filipinas           |                                             |                                                      |           |                       |
| Manila              | Aeropuerto Internacional Ninoy Aquino       | United Airlines                                      |           |                       |
| Hong Kong           |                                             |                                                      |           |                       |
| Hong Kong           | Aeropuerto Internacional de Hong Kong       | Cambodia Angkor Air (inicia el 3 de febrero de 2024) |           |                       |
| República de China  |                                             |                                                      |           |                       |
| Taipéi              | Aeropuerto Internacional de Taiwán Taoyuan  | China Airlines                                       |           |                       |
| Singapur            |                                             |                                                      |           |                       |
| Singapur            | Aeropuerto Internacional de Singapur        | Alii Palau Airlines (operado por Druk Air)           |           |                       |
| Oceanía             |                                             |                                                      |           |                       |
| Australia           |                                             |                                                      |           |                       |
| Brisbane            | Aeropuerto de Brisbane                      | Air Niugini                                          |           |                       |
| Papúa Nueva Guinea  |                                             |                                                      |           |                       |
| Port Moresby        | Aeropuerto Internacional de Jacksons        | Air Niugini                                          |           |                       |
| Guam                |                                             |                                                      |           |                       |
| Guam                | Aeropuerto Internacional Antonio B. Won Pat | United Airlines                                      |           |                       |
| Islas Marshall      |                                             |                                                      |           |                       |
| Dalap-Uliga-Darrit  | Aeropuerto Internacional Amata Kabua        | Nauru Airlines                                       | B737      |                       |
| Kiribati            |                                             |                                                      |           |                       |
| Tarawa              | Aeropuerto Internacional Bonriki            | Nauru Airlines                                       | B737      |                       |
| Nauru               |                                             |                                                      |           |                       |
| Nauru               | Aeropuerto Internacional de Nauru           | Nauru Airlines                                       | B737      |                       |
| Micronesia          |                                             |                                                      |           |                       |
| Pohnpei             | Aeropuerto Internacional de Pohnpei         | Nauru Airlines                                       | B737      |                       |
| Yap                 | Aeropuerto Internacional de Yap             | Caroline Islands Air Pacific Missionary Aviation     |           |                       |
| Palaos              |                                             |                                                      |           |                       |
| Angaur              | Aeródromo de Angaur                         | Belau Air Pacific Missionary Aviation                |           |                       |
| Peleliu             | Aeródromo de Peleliu                        | Belau Air Pacific Missionary Aviation                |           |                       |